# Tovaria
Tovaria Ruiz & Pav. è un genere di piante angiosperme dell'ordine Brassicales, unico genere della famiglia Tovariaceae Pax.

## Tassonomia
Il genere comprende le seguenti specie:
- Tovaria diffusa (Macfad.) Fawc. & Rendle
- Tovaria pendula Ruiz & Pav.